# Monoamin-oxidáz B
A monoamin-oxidáz B, röviden MAOB a MAOB gén által kódolt enzim.
Ez a külső mitokondriális membránban lévő fehérje a flavin-monoamin-oxidázok családjába tartozik. Endogén és xenobiotikus aminok oxidatív deaminációját katalizálja, és a központi idegrendszerben és a perifériás szövetekben lévő neuro- és vazoaktív aminok (például dopamin) bontásában fontos. Elsősorban benzilamint és fenetilamint bont le.  A monoamin-oxidáz A-hoz (MAOA) hasonlóan lebontja a dopamint (egy 2021-es tanulmány szerint a MAOB nem közvetlenül bontja le, de a γ-aminovajsav létrehozásában fontos).

## Szerkezet és működés
A nyitott állású monoamin-oxidáz B ürege hidrofób, kétrészes, közel 700 Å3 térfogatú, nyújtott. A hMAO-A ürege kerekebb, a hMAO-B-énél nagyobb.
Az első, 290 Å3-ös üreg a bemeneti üreg, a második, mintegy 390 Å3-ös a szubsztrátüreg. A kettő közt az Ile-199 a kapu. A szubsztráttól vagy a kötött inhibitortól függően nyitott vagy zárt állásban lehet, mely fontos inhibitorspecificitása meghatározásában. A szubsztrátüreg végén FAD kofaktor van, az amin a két párhuzamos tirozinnal (398 és 435) együttes FAD-kötése kedvezőbb (aromás zárt szerkezet).
A MAO-A-hoz hasonlóan a MAO-B a primer arilalkil-aminok oxigéndependens oxidációját katalizálja, ennek első lépése ezen anyagok lebontása. A termékek a megfelelő aldehid, a hidrogén-peroxid és az ammónia:
{\displaystyle {\ce {RNH2 +O2 +H2O->RCHO +H2O2 +NH3}}}
E reakció feltehetően 3 lépésben történik. Először az amin a megfelelő iminné oxidálódik, a FAD redukálódik FADH2-re. Ezután az oxigén felveszi a FADH2 két hidrogénjét, H2O2-ot adva és visszaadva a FAD-ot. Végül az imin hidrolizál, ammóniát és az aldehidet adva.

## A MAOA és a MAOB különbségei
A MAO-A részt vesz a tiramin metabolizmusában, gátlása, különösen a visszafordíthatatlan gátlása veszélyes presszorhatást okoz nagy tiramintartalmú ételek, például sajtok fogyasztásakor. A MAO-A a szerotonin, a noradrenalin és a dopamin bontásában vesz részt, a MAO-B csak a dopamint bontja. A MAO-B a külső mitokondriális membrán enzimje, és az arilalkilamin-neurotranszmittereket bontja.
A MAO-A főleg tiramint, noradrenalint, szerotonint (5-HT), dopamint (DA) és néhány klinikailag kevésbé fontos vegyületet bont, a MAO-B főleg dopamint. A két enzim szelektivitásának különbségei egyes betegségek kezelésében hasznosak: a MAO-A gátlói elsősorban a depresszió, a MAO-B-éi a Parkinson-kór kezelésében használatosak. A nem specifikus (MAO-A- és B-) gátlók veszélyesek lehetnek tiramintartalmú ételekkel együtt, mivel a MAO-A-gátlás a szérumtiraminszint emelkedését okozza, hypertensiót okozva. A szelektív MAO-B-gátlók különösen a MAO-B-t, amely főleg DA-t bont. A MAO-B gátlásakor több DA érhető el a megfelelő idegi funkcióhoz, különösen Parinson-kór esetén.

## Szerepe a betegségben és az öregedésben
Az Alzheimer- (AD) és a Parkinson-kór (PD) is összefügg az emelkedett agyi MAO-B-szinttel. A normál MAO-B-aktivitás a sejteket károsító reaktív oxigénszármazékokat termel. A MAO-B-szint a korral együtt növekszik, így szerepet játszhat a korral kapcsolatos kognitív hanyatlással és a neurológiai betegségek növekvő valószínűségével. A MAO-B gén aktívabb polimorfizmusai összefügghetnek a negatív érzelmekkel és a depresszióval. A MAO-B aktivitása szerepet játszhat továbbá a stressz okozta szívkárosodásban is.

### Állatkísérletek
A MAO-B-termelésre képtelen transzgenikus egerek a Parkinson-kór egérmodelljének ellenállnak. A MAO-A-knockoutokhoz hasonlóan jobban válaszolnak stresszre és a megnövekedett β-PEA-ra. Ezenkívül kevésbé szoronganak, és viselkedésük kevésbé gátolt.
A MAO-B gátlása patkányokban sok korral kapcsolatos változást, például látóideg-degenerációt megakadályozott, és maximum 39%-kal növelte az élettartamot.

### A hiány hatásai emberekben
2011-es kutatások szerint a fenetilamin és más nyomaminok fontosak, ezek a katekolamin- és szerotonin-neurotranszmissziót az amfetaminnal azonos receptorral, a TAAR1-gyel szabályozzák.
Egészséges emberek természetes öregedésének lassítására való MAO-B-gátlók profilaktikus használatát javasolták, de ez erősen vitatott téma.

## Szelektív gátlók

Geiparvarin

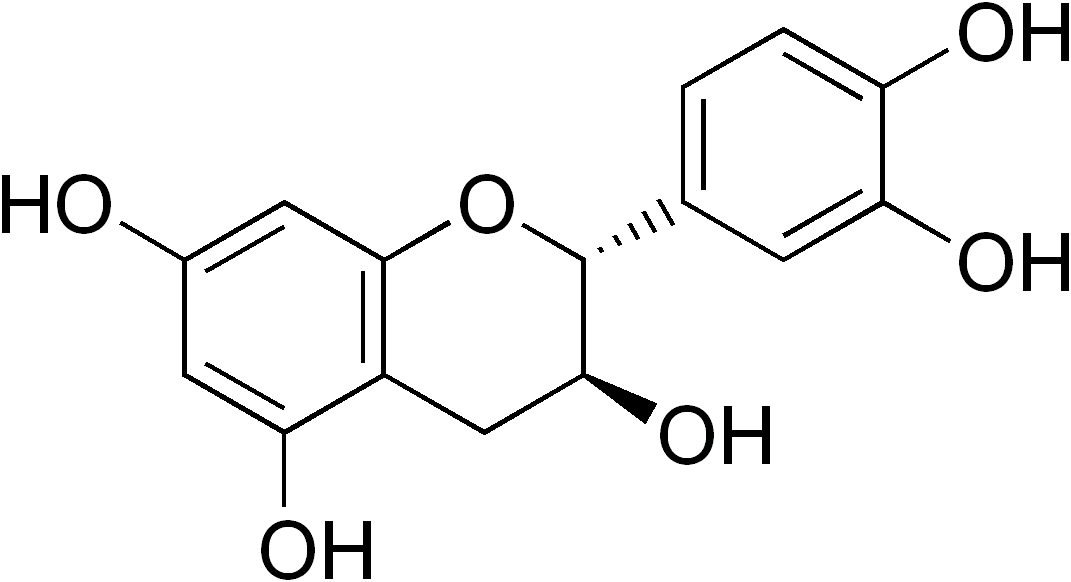
(+)-Katechin

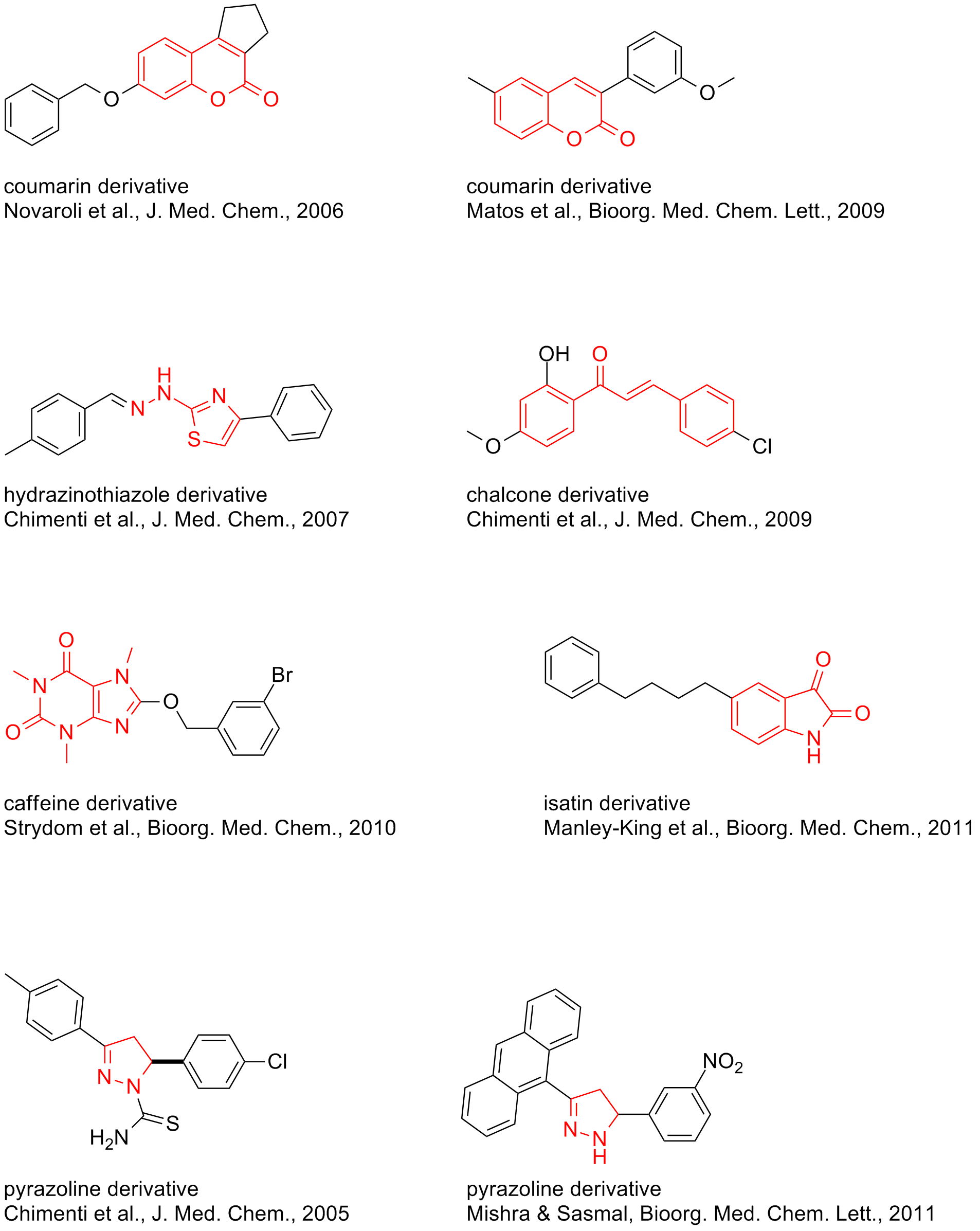
Nagy affinitású, a MAO-B-re szelektív reverzibilis MAO-gátlók képlete

A fajközi eltérések az inhibitorok gátlási képességének becslését gátolhatják.

### Reverzibilis

#### Természetes
- Geiparvarin[28]
- Dezmetoxijangonin,[29] a kavakivonat része, affinitása közepes
- Katechin, epikatechin[30]
- Garlic[31]
- Roziridin[32] (in vitro)

#### Szintetikus
- Szafinamid és analógjai[33]
- 5H-Indeno[1,2-c]piridazin-5-onok[27][34][35] (3D-modell)
- Szubsztituált kalkonok[36]
- 2-(N-Methyl-N-benzylaminomethyl)-1H-pyrrole[37]
- 1-(4-Ariltiazol-2-il)-2-(3-metilciklohexilidén)hidrazin[38]
- 2-Tiazolilhidrazon[39]
- 3,5-Diarilpirazol[40]
- Pirazolinszármazékok[41][42]
- Egyes kumarinszármazékok[43][27]
- Fenilkumarinok, különösen altípusszelektívek[44] and further analogs[45][46][47]
- Kromon-3-fenilkarboxamidok[48]
- Izatinok[49]
- Ftálimidek[50]
- 8-Benziloxikoffeinek[51][52] és CSC-analógok[53]
- (E,E)-8-(4-fenilbutadién-1-il)koffeinek,[54] A2A-antagonista résszel
- Indazol- és indol-5-karboxamidok[55]

### Irreverzibilis (kovalens)
- Szelegilin (Eldepryl, Zelapar, Emsam)
- Razaglilin (Azilect)

## Fordítás
Ez a szócikk részben vagy egészben  a   Monoamine oxidase B című angol Wikipédia-szócikk ezen változatának fordításán alapul.  Az eredeti cikk szerkesztőit annak laptörténete sorolja fel. Ez a jelzés csupán a megfogalmazás eredetét és a szerzői jogokat jelzi, nem szolgál a cikkben szereplő információk forrásmegjelöléseként.